# Cremekex
Cremekex är ett cremefyllt kex med fruktsmak tillverkat av Göteborgs Kex. Kexen finns i smakerna vanilj, citron och smultron. På 1980-talet fanns kexen även i andra fruktsmaker som persika, papaya, banan, aprikos, mango och ananas. Göteborgs kex har under åren tillverkat många föregångare till dagens Cremekex.